# 윌리엄 펜 (1621년)
윌리엄 펜 (William Penn 1621년 4월 23일 – 1670년 9월 16일)은 영국의 해군 제독이자 정치인이다. 북미대륙에 영국 식민지인 펜실베니아를 개척한 윌리엄 펜의 아버지이다.
세인트 토마스 패리시에서 자일스 펜과 조앤 길버트 사이에서 태어났다. 1642년에서 1646년 사이에 벌어진 제1차 잉글랜드 내전(청교도 혁명)에서 그는 의회 편에 서서 싸웠다.
1654년 10월 올리버 크롬웰의 명으로 자메이카 점령을 위한 해군 함대를 지휘하여 서인도 제도 원정을 떠났다. 자메이카를 점령한 후 스페인 인들을 몰아내고 기지를 건설했다. 이후 자메이카는 영국의 식민지가 되어 노예 무역의 중심지로 활용되었다.